# Mesoleptus taeniolatus
Mesoleptus taeniolatus là một loài tò vò trong họ Ichneumonidae.